# Gran Premi de la Gran Bretanya
|  | Aquest article tracta sobre Fórmula 1. Si cerqueu informació sobre motociclisme, vegeu «Gran Premi de Gran Bretanya de motociclisme». |

El Gran Premi de la Gran Bretanya (en anglès British Grand Prix) és una carrera puntuable pel campionat mundial de Fórmula 1. Actualment es disputa al circuit de Silverstone, prop del poble de Silverstone, en Northhamptonshire, Anglaterra. Aquest gran premi ha anat variant d'emplaçament, disputant-se al circuit de Silverstone, a Aintree i a Brands Hatch entre 1955 i 1986, per assentar-se definitivament a Silverstone des de l'any 1987.

## Història
El primer Gran Premi de la Gran Bretanya es va disputar el 1926 i va ser organitzat per Henry Segrave després de la seva participació en el Gran Premi de França del 1923 i en el Gran Premi d'Espanya de l'any següent. La cursa va ser guanyada per l'equip francès format per Louis Wagner i Robert Senechal conduint un Delage 155B.
La primera cursa de la història del campionat del món de F1 (a la temporada 1950) va ser precisament, el Gran Premi de la Gran Bretanya.

## Guanyadors del Gran Premi del Regne Unit
Els anys que no van formar part del campionat del món de la Fórmula 1 es troben ressaltats amb un fons de color.
| Temporada | Pilot                         | Equip               | Circuit      | Resultats |
| --------- | ----------------------------- | ------------------- | ------------ | --------- |
| 2020      | Lewis Hamilton                | Mercedes            | Silverstone  | Resultats |
| 2019      | Lewis Hamilton                | Mercedes            | Silverstone  | Resultats |
| 2018      | Sebastian Vettel              | Ferrari             | Silverstone  | Resultats |
| 2017      | Lewis Hamilton                | Mercedes            | Silverstone  | Resultats |
| 2016      | Lewis Hamilton                | Mercedes            | Silverstone  | Resultats |
| 2015      | Lewis Hamilton                | Mercedes            | Silverstone  | Resultats |
| 2014      | Lewis Hamilton                | Mercedes            | Silverstone  | Resultats |
| 2013      | Nico Rosberg                  | Mercedes            | Silverstone  | Resultats |
| 2012      | Mark Webber                   | Red Bull            | Silverstone  | Resultats |
| 2011      | Fernando Alonso               | Ferrari             | Silverstone  | Resultats |
| 2010      | Mark Webber                   | Red Bull            | Silverstone  | Resultats |
| 2009      | Sebastian Vettel              | Red Bull            | Silverstone  | Resultats |
| 2008      | Lewis Hamilton                | McLaren             | Silverstone  | Resultats |
| 2007      | Kimi Räikkönen                | Ferrari             | Silverstone  | Resultats |
| 2006      | Fernando Alonso               | Renault             | Silverstone  | Resultats |
| 2005      | Juan Pablo Montoya            | McLaren - Mercedes  | Silverstone  | Resultats |
| 2004      | Michael Schumacher            | Ferrari             | Silverstone  | Resultats |
| 2003      | Rubens Barrichello            | Ferrari             | Silverstone  | Resultats |
| 2002      | Michael Schumacher            | Ferrari             | Silverstone  | Resultats |
| 2001      | Mika Häkkinen                 | McLaren - Mercedes  | Silverstone  | Resultats |
| 2000      | David Coulthard               | McLaren - Mercedes  | Silverstone  | Resultats |
| 1999      | David Coulthard               | McLaren - Mercedes  | Silverstone  | Resultats |
| 1998      | Michael Schumacher            | Ferrari             | Silverstone  | Resultats |
| 1997      | Jacques Villeneuve            | Williams - Renault  | Silverstone  | Resultats |
| 1996      | Jacques Villeneuve            | Williams - Renault  | Silverstone  | Resultats |
| 1995      | Johnny Herbert                | Benetton - Renault  | Silverstone  | Resultats |
| 1994      | Damon Hill                    | Williams - Renault  | Silverstone  | Resultats |
| 1993      | Alain Prost                   | Williams - Renault  | Silverstone  | Resultats |
| 1992      | Nigel Mansell                 | Williams - Renault  | Silverstone  | Resultats |
| 1991      | Nigel Mansell                 | Williams - Renault  | Silverstone  | Resultats |
| 1990      | Alain Prost                   | Ferrari             | Silverstone  | Resultats |
| 1989      | Alain Prost                   | McLaren - Honda     | Silverstone  | Resultats |
| 1988      | Ayrton Senna                  | McLaren - Honda     | Silverstone  | Resultats |
| 1987      | Nigel Mansell                 | Williams - Honda    | Silverstone  | Resultats |
| 1986      | Nigel Mansell                 | Williams - Honda    | Brands Hatch | Resultats |
| 1985      | Alain Prost                   | McLaren - TAG       | Silverstone  | Resultats |
| 1984      | Niki Lauda                    | McLaren - TAG       | Brands Hatch | Resultats |
| 1983      | Alain Prost                   | Renault             | Silverstone  | Resultats |
| 1982      | Niki Lauda                    | McLaren - Cosworth  | Brands Hatch | Resultats |
| 1981      | John Watson                   | McLaren - Cosworth  | Silverstone  | Resultats |
| 1980      | Alan Jones                    | Williams - Cosworth | Brands Hatch | Resultats |
| 1979      | Clay Regazzoni                | Williams - Cosworth | Silverstone  | Resultats |
| 1978      | Carlos Reutemann              | Ferrari             | Brands Hatch | Resultats |
| 1977      | James Hunt                    | McLaren - Cosworth  | Silverstone  | Resultats |
| 1976      | Niki Lauda                    | Ferrari             | Brands Hatch | Resultats |
| 1975      | Emerson Fittipaldi            | McLaren - Cosworth  | Silverstone  | Resultats |
| 1974      | Jody Scheckter                | Tyrrell - Cosworth  | Brands Hatch | Resultats |
| 1973      | Peter Revson                  | McLaren - Cosworth  | Silverstone  | Resultats |
| 1972      | Emerson Fittipaldi            | Lotus - Cosworth    | Brands Hatch | Resultats |
| 1971      | Jackie Stewart                | Tyrrell - Cosworth  | Silverstone  | Resultats |
| 1970      | Jochen Rindt                  | Lotus - Cosworth    | Brands Hatch | Resultats |
| 1969      | Jackie Stewart                | Matra - Cosworth    | Silverstone  | Resultats |
| 1968      | Jo Siffert                    | Lotus - Ford        | Brands Hatch | Resultats |
| 1967      | Jim Clark                     | Lotus - Cosworth    | Silverstone  | Resultats |
| 1966      | Jack Brabham                  | Brabham             | Brands Hatch | Resultats |
| 1965      | Jim Clark                     | Lotus - Climax      | Silverstone  | Resultats |
| 1964      | Jim Clark                     | Lotus - Climax      | Brands Hatch | Resultats |
| 1963      | Jim Clark                     | Lotus - Climax      | Silverstone  | Resultats |
| 1962      | Jim Clark                     | Lotus - Climax      | Aintree      | Resultats |
| 1961      | Wolfgang von Trips            | Ferrari             | Aintree      | Resultats |
| 1960      | Jack Brabham                  | Cooper - Climax     | Silverstone  | Resultats |
| 1959      | Jack Brabham                  | Cooper - Climax     | Aintree      | Resultats |
| 1958      | Peter Collins                 | Ferrari             | Silverstone  | Resultats |
| 1957      | Stirling Moss, Tony Brooks    | Vanwall             | Aintree      | Resultats |
| 1956      | Juan Manuel Fangio            | Ferrari             | Silverstone  | Resultats |
| 1955      | Stirling Moss                 | Mercedes            | Aintree      | Resultats |
| 1954      | José Froilán González         | Ferrari             | Silverstone  | Resultats |
| 1953      | Alberto Ascari                | Ferrari             | Silverstone  | Resultats |
| 1952      | Alberto Ascari                | Ferrari             | Silverstone  | Resultats |
| 1951      | José Froilán González         | Ferrari             | Silverstone  | Resultats |
| 1950      | Giuseppe Farina               | Alfa Romeo          | Silverstone  | Resultats |
| 1949      | Emmanuel de Graffenried       | Maserati            | Silverstone  | Resultats |
| 1948      | Luigi Villoresi               | Maserati            | Silverstone  | Resultats |
| 1938      | Tazio Nuvolari                | Auto Unión          | Donington    | Resultats |
| 1937      | Bernd Rosemeyer               | Auto Unión          | Donington    | Resultats |
| 1936      | Hans Ruesch, Richard Seaman   | Alfa Romeo          | Donington    | Resultats |
| 1935      | Richard Shuttleworth          | Alfa Romeo          | Donington    | Resultats |
| 1927      | Robert Benoist                | Delage              | Brooklands   | Resultats |
| 1926      | Louis Wagner, Robert Senechal | Delage              | Brooklands   | Resultats |